# Benzanilidă
Benzanilida este un compus organic cu formula chimică C6H5C(O)NHC6H5. Este un solid alb.
Este obținută în urma reacției dintre acid benzoic sau clorură de benzoil și anilină.
{\displaystyle \mathrm {C_{7}H_{6}O_{2}+C_{6}H_{7}N\longrightarrow C_{13}H_{11}NO+H_{2}O} }